# Incontinență coitală
Incontinența coitală (IC) este scurgerea urinară care apare fie în timpul penetrării, fie al orgasmului și poate apărea cu un partener sexual sau în masturbare. S-a raportat că apare la 10 până la 27% dintre femeile active sexual cu probleme de continență urinară. Există dovezi care sugerează legături între scurgerea urinară la penetrare și incontinența de stres urodinamic și între scurgerea urinară la orgasm și hiperactivitatea mușchiului detrusor.
Incontinența coitală este distinctă fiziologic de ejacularea feminină, cu care este uneori confundată.